# Sekretariat Komitetu Obrony Rzeczypospolitej
Sekretariat Komitetu Obrony Rzeczypospolitej (SeKOR) – organ wykonawczy Komitetu Obrony Rzeczypospolitej.
Sekretariat ustanowiony został razem z Komitetem Obrony Rzeczypospolitej 12 maja 1936 r. dekretem Prezydenta Rzeczypospolitej z dnia 9 maja 1936 r. o sprawowaniu zwierzchnictwa nad Siłami Zbrojnemi i organizacji naczelnych władz wojskowych w czasie pokoju.
Był organem przygotowującym, opracowującym i przeprowadzającym decyzje Komitetu Obrony Rzeczypospolitej. Kierownikiem SeKOR był Zastępca Szefa Sztabu Głównego. Z urzędu był on także członkiem KOR-u ale bez prawa głosowania. W latach 1935–1939 obowiązki zastępcy szefa SG WP i kierownika SeKOR pełnił gen. bryg. Tadeusz Malinowski. Jego zastępcą był ppłk dypl. Jerzy Orski. Sekretariat kontrolował wykonanie uchwał KOR-u przez poszczególne działy administracji państwowej.
Według Eugeniusza Kozłowskiego SeKOR "stał się w rzeczywistości głównym ośrodkiem planującym i dyspozycyjnym w sprawach ekonomicznych państwa, a przede wszystkim w sprawach związanych z rozbudową i rozmieszczeniem przemysłu, wykorzystaniem surowców i zasobów oraz przestawieniem działalności resortów cywilnych na tory wojenne." Pozycję SeKOR wzmocnił okólnik nr 46 Prezesa Rady Ministrów z dnia 22 czerwca 1936 r., którym zobowiązał wszystkich ministrów do uzgadniania z sekretariatem każdej sprawy wiążącej się z bezpośrednio lub pośrednio z obronnością państwa.

## Obsada SeKOR[1]
- ppłk dypl. piech. Orest Dżułyński (1 VI 1936[2] – X 1937)
- oficer sekretariatu – ppłk dypl. piech. Walerian Mercik (1937 – III 1939)
- oficer sekretariatu – ppłk dypl. piech. Józef II Kowalik (III 1939)
- oficer sekretariatu – ppłk dypl. art. Edmund Zagórski (III 1939)
- oficer sekretariatu – ppłk int. Alfred Władysław Staff (1 VI 1936[2] – III 1939)
- oficer sekretariatu – ppłk piech. Edward Maetze (VI 1936[2] – III 1939)
- kierownik referatu – mjr aud. Józef Zawistowski (1 VI 1936[2] – III 1939)
- kierownik referatu – kpt. int. Jan Edward Kniphausen (III 1939)